# Megalonema psammium
Megalonema psammium är en fisk som beskrevs 1944 som Megalonema platycephalum av Leonard Peter Schultz. Arten ingår i släktet Megalonema och familjen Pimelodidae.
Fiskens lever i tropiskt färskvatten  och dess typlokal är sjön vid Maracaibosänkan i västra Venezuela. Inga underarter finns listade i Catalogue of Life.